# Znameanka
Znameanka (în ucraineană Знам`янка) este oraș regional în regiunea Kirovohrad, Ucraina.

## Istorie
Znameanka a fost fondată în 1869 ca gară, luând numele de la un sat din apropiere fondat în 1730 de imigranți din centrul Rusiei (regiunea Oryol de astăzi) care au fost deportați în 1730 pe teritoriul 
cazacilor din Zaporizhia (azi Znameanka Druha). În 1886, erau 143 de locuitori. În 1913, aici locuiau aproximativ 6.000 de oameni 

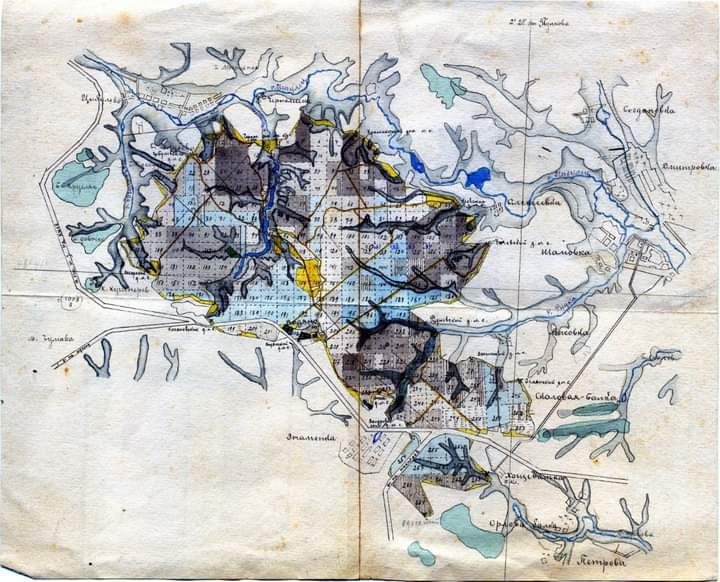
harta de la sfârşitul secolului al XIX-lea

În timpul Războiului de Independență al Ucrainei (1917-1921), Znameanka a fost sub controlul Republicii Populare Ucrainene și al Republicii Kholodny Yar. În 1920, Znameanka a fost capturată de armata sovietică pentru a treia oară. 

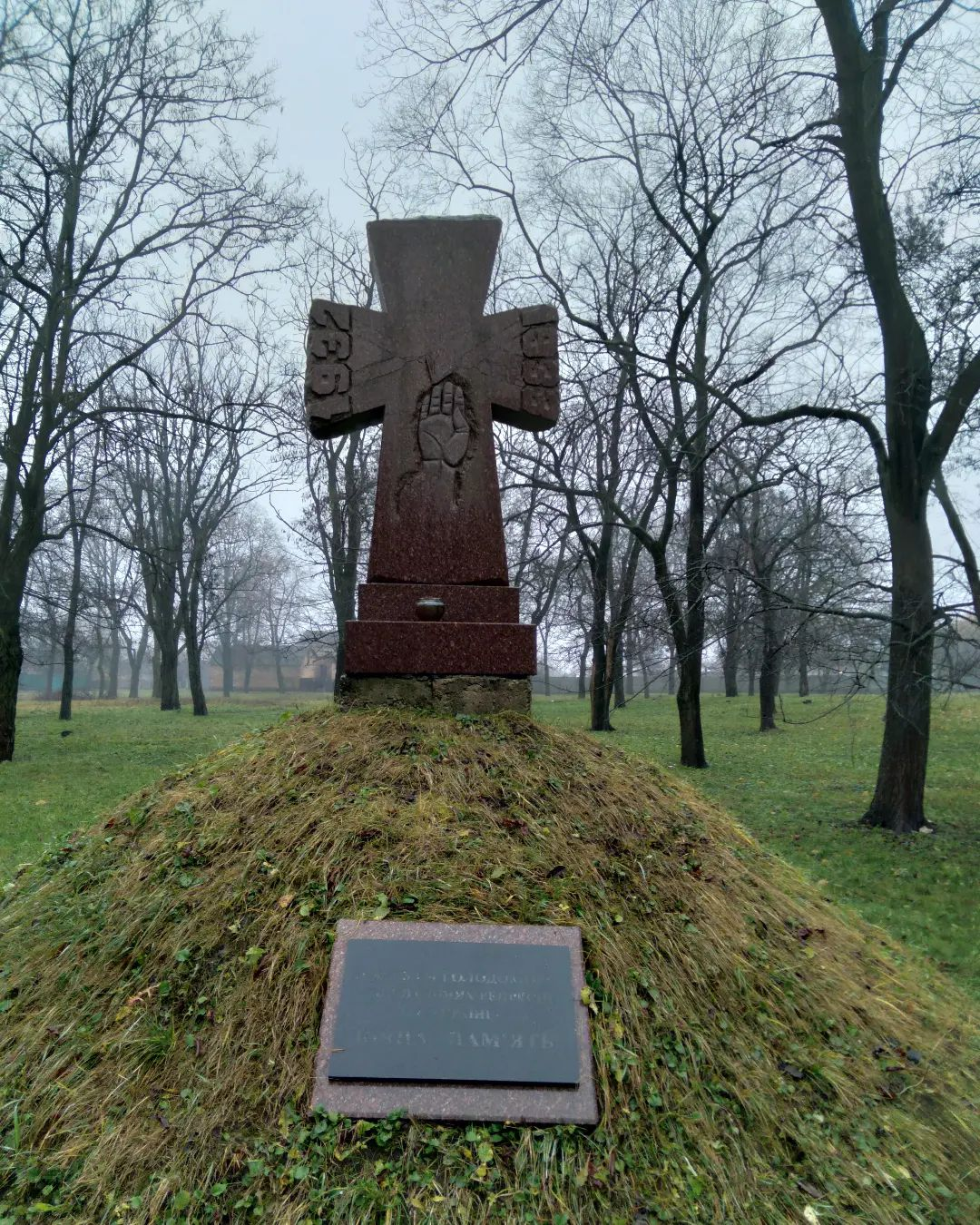
un monument al victimelor Holodomorului

În timpul represiunilor Holodomor și sovietice, cel puțin 800 de locuitori din Znameanka au murit, în 1938 a primit statutul de oraș.În timpul celui de-al Doilea Război Mondial, de la 5 august 1941 până la 9 decembrie 1943, orașul a fost ocupat de trupele germane. În pădurea de la marginea orașului se afla cel mai mare centru al mișcării partizane sovietice din regiune. Printre figuri celebre se numără și Lukia Stačenko.

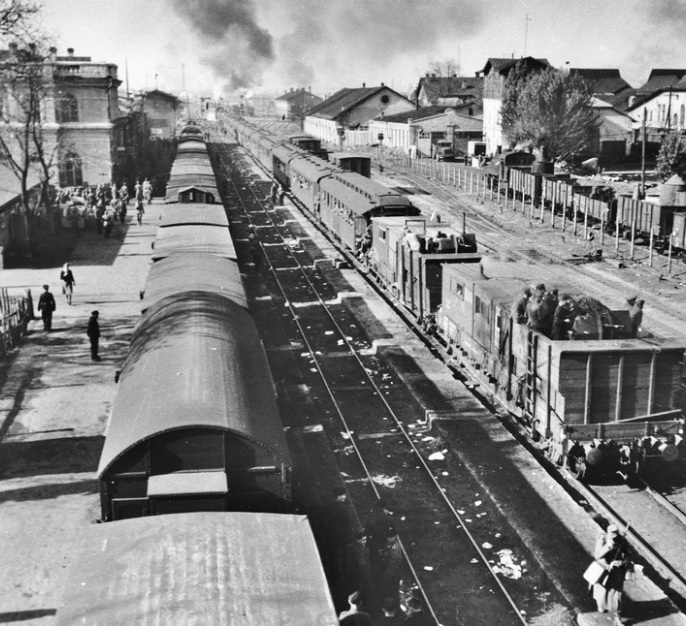
Trenuri germane în oraș, 1942

După cel de-al Doilea Război Mondial, a fost construită o nouă gară în 1952, clădiri rezidențiale cu cinci etaje în anii 1960, Palatul Culturii Orașului în 1977 și clădiri rezidențiale cu nouă etaje în anii 1980. 

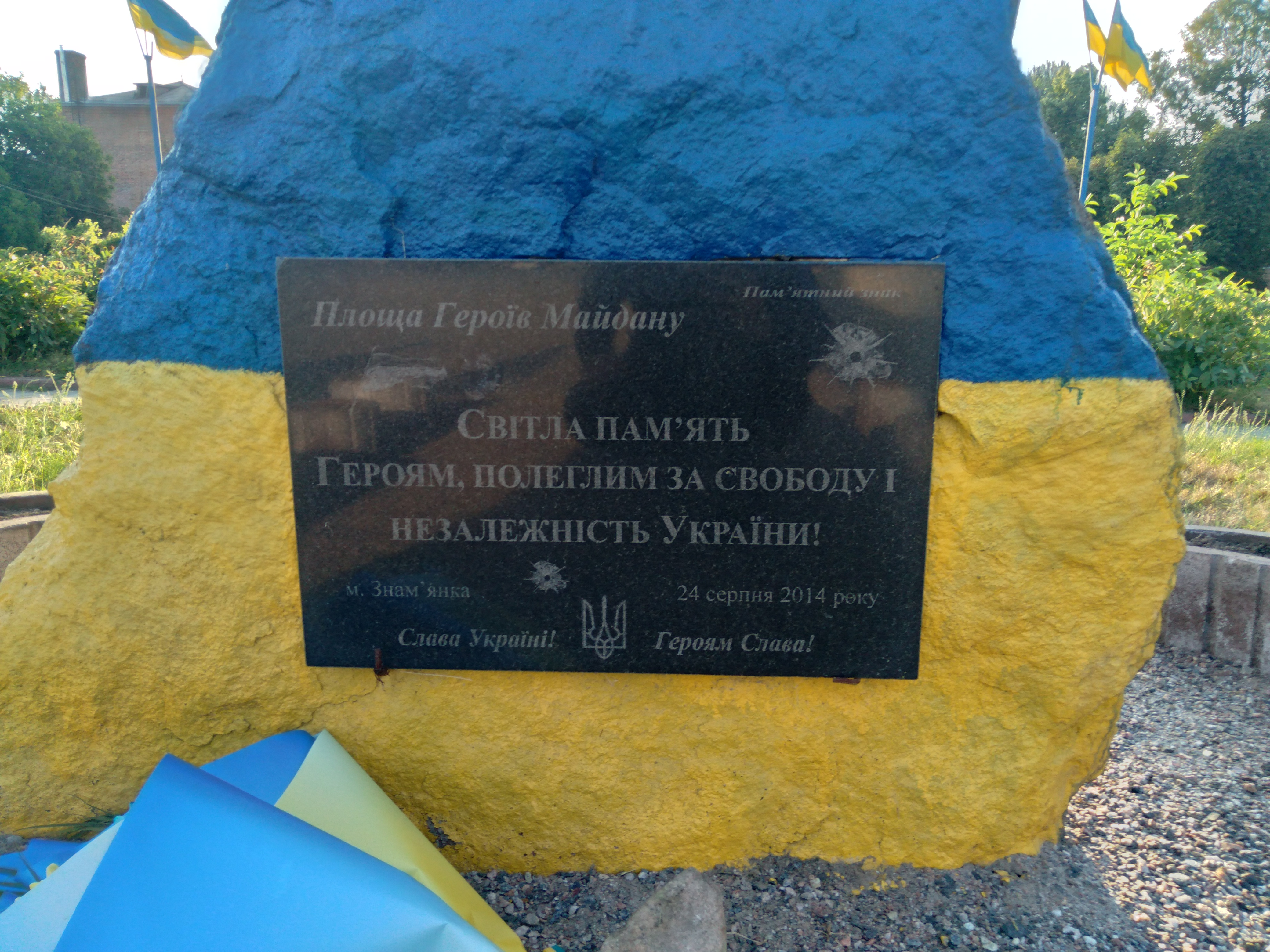
un monument al evenimentelor Euromaidan

În timpul războiului din Donbas, peste o mie de locuitori ai orașului au luat parte la ostilități, 12 au murit, strada centrală a fost numită după unul dintre ei (Viktor Goly).

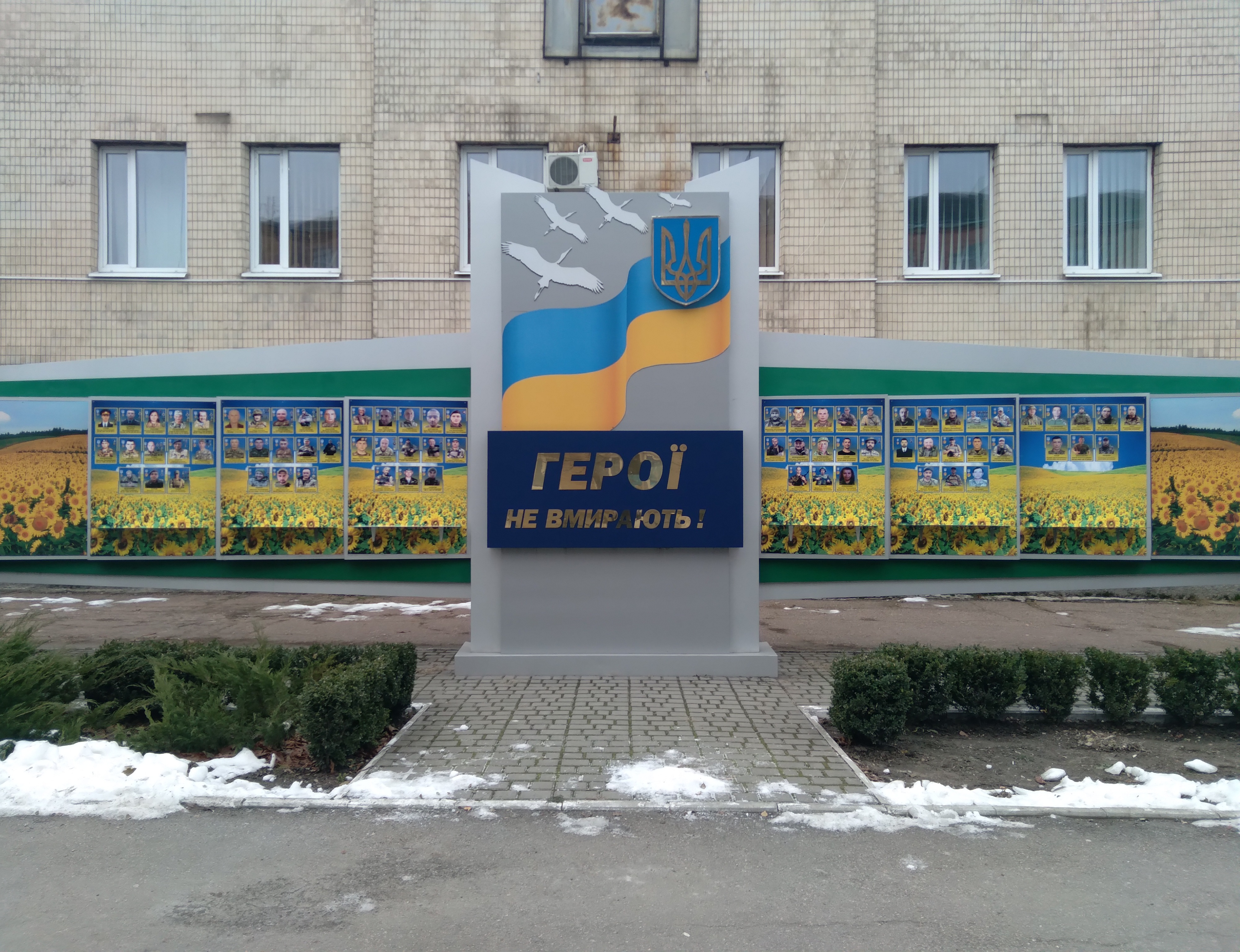
placă comemorativă a soldaților care au murit în timpul războiului ruso-ucrainean

În timpul invaziei rusești a Ucrainei, Znameanka a devenit un refugiu pentru câteva mii de refugiați din sud-estul țării.

## Demografie
Componența lingvistică a orașului Znameanka
     Ucraineană (84,1%)
     Rusă (14,78%)
     Alte limbi (0,42%)
Conform recensământului din 2001, majoritatea populației orașului Znameanka era vorbitoare de ucraineană (84,1%), existând în minoritate și vorbitori de rusă (14,78%).